# USS Liscome Bay (CVE-56)
El USS Liscome Bay (CVE-56) fue un portaviones de escolta, de la Armada de los Estados Unidos, clase Casablanca que operó brevemente en el Frente del Pacífico durante la Segunda Guerra Mundial y que fue torpedeado y hundido con pérdida de gran número de vidas, el 24 de noviembre de 1943 mientras desarrollaba la Operación Galvánica frente a las islas Gilbert.

## Historia
La quilla del casco del USS Liscome Bay (CVE-56) fue colocada en diciembre de 1942, su casco asignado con el n.º 1137 fue configurado como un portaaviones de escolta auxiliar de la clase Casablanca en los astilleros Kaiser Shipyards en Vancouver, Washington.
Fue amadrinado por Clara Morell, esposa del almirante Ben Moreell, el 19 de abril de 1943 como el HMS Ameer.
En principio estaba asignado a la Marina Real británica bajo el nombre mencionado en virtud de la Ley de Préstamo y Arriendo, pero fue requisado por intervención del vicealmirante J. H. Newton del Departamento de Operaciones Navales de la Armada de los Estados Unidos cuando estaba a punto de ser entregado y rebautizado como USS Liscome Bay en remembranza de una pequeña bahía de Alaska.
Fue asignado el 7 de agosto de 1943, tras lo cual, fue enviado a la estación naval de Bremerton en Washington para ajuste de sus instrumentos de navegación y posteriormente enviado a San Diego para entrenamiento en armamento antiaéreo.

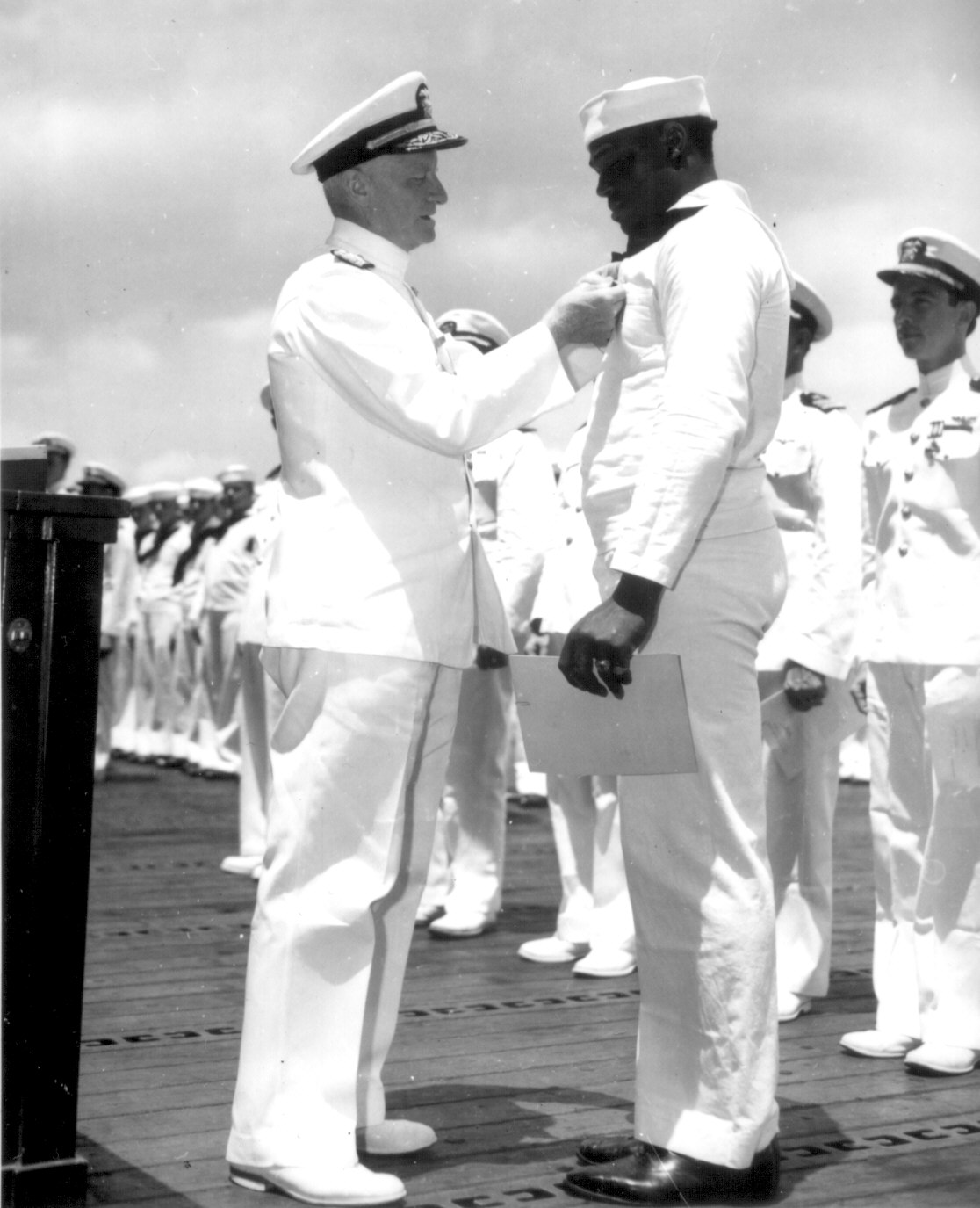
Doris Miller siendo condecorado por el almirante Nimitz en 1942.

Entre su heterogénea dotación de 865 tripulantes, se contaban varios veteranos de guerra, por ejemplo, se encontraba el cocinero de primera clase, Doris Miller, primer afroamericano en ser condecorado en la historia de la Armada norteamericana. Asumió el mando de la unidad, el capitán Irving Wiltsie proveniente del malogrado USS Yorktown (CV-5).
En San Diego, el USS Liscome Bay fue adscrito a la División de portaaviones N.º 24 y fue nombrado buque insignia al mando del contralmirante Henry Maston Mullinnix proveniente del USS Saratoga (CV-3), un marino de renombre en la Armada americana.
El 14 de octubre de 1943, el USS Liscome Bay recibió su dotación aérea compuesta por cazas Wildcat F4F, Grumman Avenger y Corsair F4U. Esta dotación aérea adolecía del suficiente entrenamiento en navegación nocturna y toma de cubierta como se demostraría posteriormente.
El 28 de octubre fue enviado a Pearl Harbor como parte de esta fuerza de portaaviones, la cual se unió a la Task Force N.º 52, una gigantesca armada al mando del almirante Richmond Kelly Turner. En la zona de Hawái, tanto el USS Liscome Bay como los otros 191 buques de la Fuerza de Tareas se entrenaron en vistas a la Operación Galvánica, cuyo objetivo era apoderarse de la isla Makin (Butaritari) en el archipiélago de las Gilbert donde los japoneses tenían aeródromos que podían se útiles para la invasión de las islas Marshall. La Fuerza de Tareas dejó Hawái, el 10 de noviembre de 1943 con un esquema de camuflaje Dazzly.
El USS Liscome Bay tuvo su primera baja en plena navegación, el 15 de noviembre cuando un piloto capotó en el mar, minutos después del despegue.
La Fuerza de Tareas n.º 52 llegó en la noche del 20 de noviembre frente a la isla Makin, los defensores japoneses dieron batalla por 76 horas antes de que la isla fuera conquistada por los americanos, el 23 de noviembre con gran número de bajas por ambos lados. La dotación aérea del USS Liscome Bay apoyó el sangriento desembarco en Tarawa y la conquista de la isla Makin.
El USS Liscome perdió tres aviones, casi todos en accidentes alrededor de la isla, mientras duró la operación.
Adicionalmente una patrulla de cinco Grumman F4F Wildcat, se extravió en la noche del 22 de noviembre y fueron a parar a otros portaaviones no sin graves dificultades.
En el atardecer del 23 de noviembre, en la laguna de la isla de Makin, los buques que estaban en el área operativa formaron pantalla circular de protección, quedando los portaaviones  USS Liscome Bay, el USS Coral Sea y el USS Corregidor en el centro,  junto a los acorazados USS Missisipi y USS New Mexico, tres destructores completaron el anillo externo de protección. Durante la noche, se obtuvieron tenues contacto de radar en la superficie y luces parpadeantes que no fueron investigadas por patrullas.

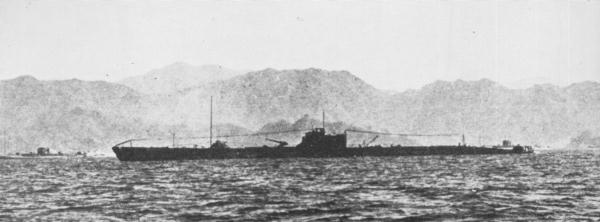
Submarino japonés I-175 (1942).

En la madrugada, a las 4:50 horas del 24 de noviembre, Día de Acción de Gracias, el USS Liscome Bay, preparaba la salida de su grupo aéreo, mientras maniobraba lentamente cerca de la isla de Butaritari con la Task Force Nº52 hacía el área de operaciones; sin embargo, un submarino japonés de Primera Clase, el I-175 al mando de Tadashi Tabata se había infiltrado indetectadamente en el anillo de protección.
Tabata, espero pacientemente hasta obtener la mayor cantidad de blancos posibles y disparó en abanico sus torpedos Long Lance propulsados con oxígeno, ninguno de los cuales fue detectado ya que no dejaban estela.
A las 5:13 horas un torpedo impactó al USS Liscome Bay por el lado de estribor a popa, seguidamente otro torpedo dio en la popa, en la quilla del portaaviones donde se almacenaban bombas, sendas explosiones destrozaron la cubierta de vuelo del portaaviones provocando incendios incontrolables, las explosiones fueron de tal magnitud destructiva que restos humanos chamuscados, ropa y restos de hidrocarburo cayeron sobre la cubierta de los buques vecinos, ingentes incendios y explosiones destruyeron la sección de popa del portaaviones, partiéndose una  sección de popa  finalmente.

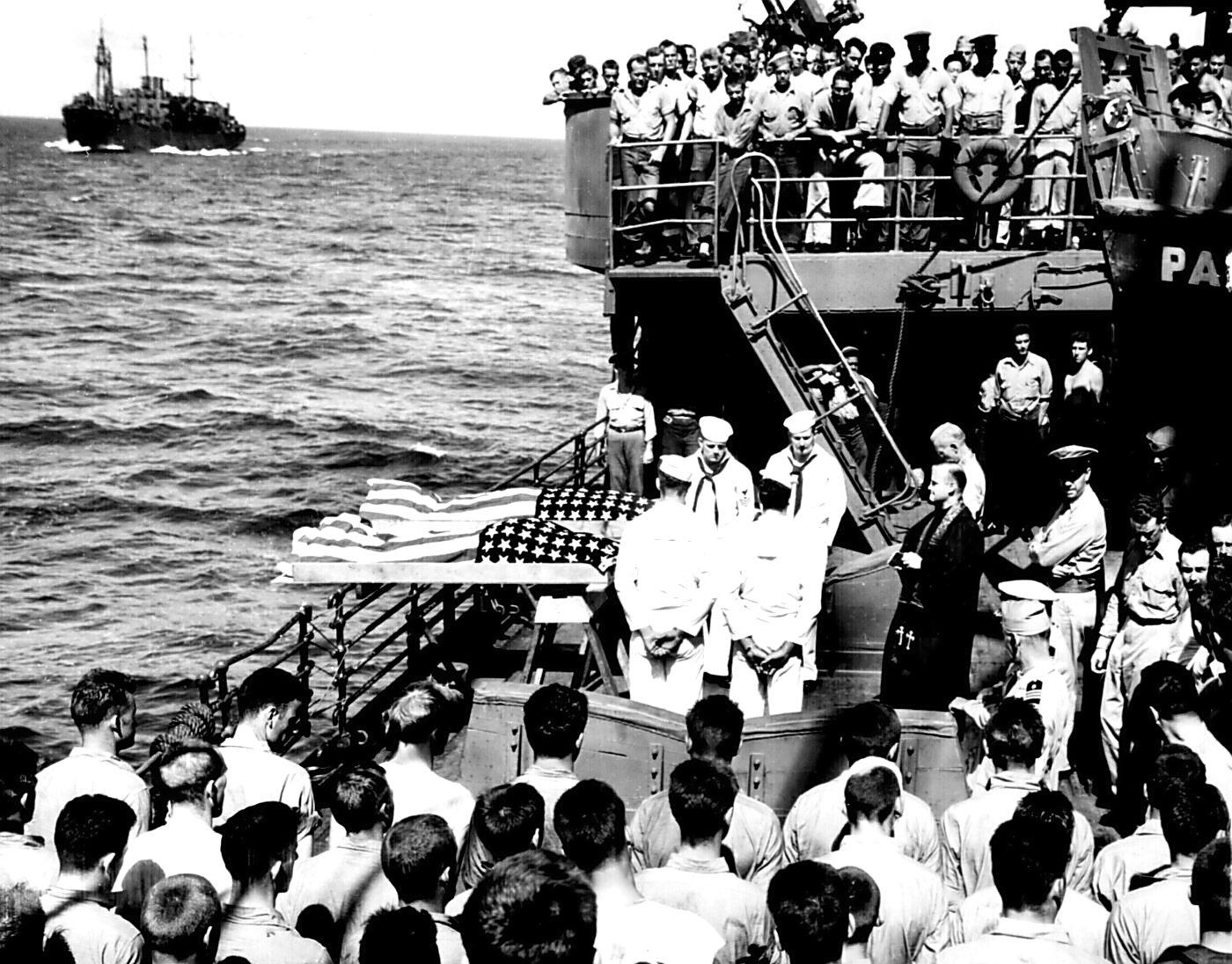
Funeral de las víctimas del USS Liscome Bay.

El USS Liscome Bay se hundió de popa volteando a estribor en medio de fuertes explosiones falleciendo el contralmirante Mullinnix, su capitán Wiltsie y junto a ellos, 642 tripulantes entre oficiales y marineros, entre ellos Doris Miller, quien se había distinguido en Pearl Harbor. El 70 % de la tripulación falleció en el ataque, solo 271 marineros fueron rescatados, la mayoría con graves quemaduras.
Los torpedos restantes rozaron la quilla del USS Coral Sea  sin explotar, el USS Liscome Bay fue el único buque que se perdió en la Operación Galvánica. El submarino atacante I-175 pudo escapar sin ser detectado. El USS Liscome Bay fue dado de baja del servicio activo de la Armada de los Estados Unidos, el 6 de diciembre de 1943.
Sus restos reposan en las coordenadas geográficas 02°54′1″N 172°30′1″E / 2.90028, 172.50028 a más de 4300 metros de profundidad y a 33 kilómetros de la isla de Butaritari.